# David Wenham

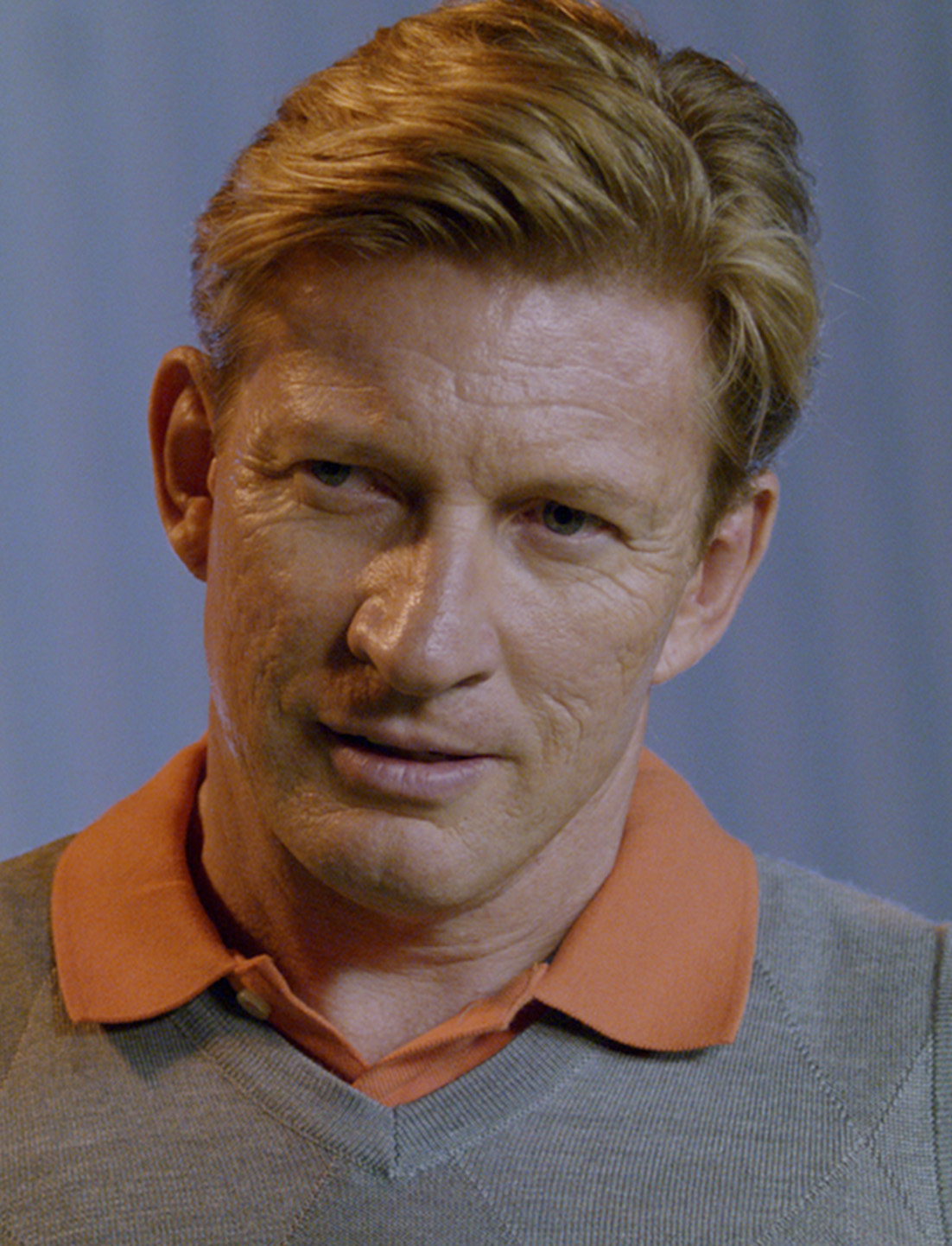
David Wenham (2014)

David Wenham AM (* 21. September 1965 in Marrickville, Sydney, New South Wales) ist ein australischer Schauspieler.

## Leben
David Wenham ist das jüngste Kind von Kath und Bill Wenham. Er hat sechs Geschwister, einen Bruder und fünf Schwestern. Wenham wurde im römisch-katholischen Glauben erzogen und besuchte die Highschool der Christlichen Brüder in Lewisham. Vor Beginn seiner Schauspielerkarriere jobbte er unter anderem als Bingo Caller und Sachbearbeiter in einer Versicherung. Seine Lebenspartnerin ist seit 1994 die Schauspielerin Kate Agnew, mit der er zwei Töchter hat.

## Werk
Im Laufe seiner Karriere spielte Wenham nicht nur in Fernsehserien mit, sondern machte sich zum Beispiel auch als Mitproduzent und Hauptdarsteller des Sozialdramas The Boys einen Namen und wurde hierbei auch für seine Rolle des Brett Sprague vom Australian Film Institute als bester Schauspieler des Jahres 1997 nominiert. Auch die Bühnenversion von The Boys wurde mit ihm als Hauptfigur ein Erfolg. Das Theater spielte in seiner bisherigen Karriere eine wesentliche Rolle, und er trat auf verschiedenen Bühnen in Australien auf. Er war in einer jährlichen Umfrage des australischen People’s Magazin für den Titel „sexiest man alive“ nominiert. In dem 2002 zweifach oscargekrönten Spielfilm Moulin Rouge spielte er neben Nicole Kidman die Rolle des Aubrey.
Der Durchbruch gelang ihm in den Jahren 2002 bzw. 2003 mit der Rolle des Faramir in Der Herr der Ringe: Die zwei Türme und dessen Fortsetzung Der Herr der Ringe: Die Rückkehr des Königs. Im Jahr 2004 hatte er eine Rolle im Horrorfilm Van Helsing. Im AFI preisgekrönten Film The Proposition – Tödliches Angebot aus dem Jahr 2005 spielte er unter anderem neben Guy Pearce und Emily Watson. 2007 war er in der Rolle des Dilios in 300 zu sehen. Außerdem spielte er 2008 neben Hugh Jackman und Nicole Kidman die Rolle des hinterhältigen Neil Fletcher in Australia. In der Romanverfilmung Die Päpstin von Regisseur Sönke Wortmann 2009 verkörperte Wenham neben Johanna Wokalek als Päpstin die männliche Hauptrolle des Markgrafen Gerold. 2014 spielte er erneut die Rolle des Dilios in dem Film 300: Rise of an Empire.
2023 wurde er für seine Verdienste um die darstellenden Künste als Schauspieler und Produzent zum Member des Order of Australia ernannt.

## Filmografie (Auswahl)
- 1994: Flucht aus Absolom (No Escape)
- 1995: Cosi
- 1998: The Boys
- 1998: Zum Teufel mit der Seele (A Little Bit of Soul)
- 1998: Dark City
- 1999: Molokai: The Story of Father Damien
- 2000: Better Than Sex
- 2001: Moulin Rouge (Moulin Rouge!)
- 2001: Russian Doll
- 2001: The Bank – Skrupellos und machtbesessen (The Bank)
- 2001: Dust
- 2002: Crocodile Hunter – Auf Crash-Kurs (The Crocodile Hunter: Collision Course)
- 2002: Ein Kind von Traurigkeit (Pure)
- 2002: Der Herr der Ringe: Die zwei Türme (The Lord of the Rings: The Two Towers)
- 2003: Der Herr der Ringe: Die Rückkehr des Königs (The Lord of the Rings: The Return of the King)
- 2003: Basilisk Stare
- 2003: Gettin’ Square – Männer auf Bewährung (Gettin' Square)
- 2004: Van Helsing
- 2004: The Brush-Off
- 2004: Three Dollars
- 2005: The Proposition – Tödliches Angebot (The Proposition)
- 2006: 300
- 2007: Married Life
- 2008: Die Kinder der Seidenstraße (The Children of Huang Shi)
- 2008: Australia
- 2009: Die Päpstin (Pope Joan)
- 2009: Public Enemies
- 2010: Die Legende der Wächter (Legend of the Guardians: The Owls of Ga’Hoole, Stimme)
- 2010: Glenn Owen Dodds (Kurzfilm)
- 2013: Top of the Lake
- 2014: 300: Rise of an Empire
- 2014: The Code (Miniserie, 2 Episoden)
- 2016: Lion – Der lange Weg nach Hause (Lion)
- 2017: Marvel’s Iron Fist (Fernsehserie, 13 Episoden)
- 2017: Pirates of the Caribbean: Salazars Rache (Pirates of the Caribbean: Dead Men Tell No Tales)
- 2018: Peter Hase (Peter Rabbit)
- 2018: Nekrotronic
- 2018: In Like Flynn
- 2019: In deinen Armen (Dirt Music)
- 2020: The Furnace
- 2020: Der Brief für den König (The Letter for the King) (Fernsehminiserie)
- 2022: Ein Teil von ihr (Pieces of Her, Miniserie)
- 2022: Elvis